# Vincenzo Trucco
Vincenzo Trucco (Milano, ... – ...; fl. XX secolo) è stato un pilota automobilistico italiano.
Fu pilota Isotta Fraschini e vinse nel 1908 la III Targa Florio; partecipò anche alla 500 Miglia di Indianapolis del 1913 e fu amico e mentore di Alfieri Maserati, col quale brevettò la Candela di accensione.